# Schleimfüße
Die Schleimfüße (Myxacium) stellen eine Untergattung der Gattung Schleierlinge (Cortinarius).
Wichtigstes Merkmal: Hut und Stiel sind schleimig bis schmierig. Ausnahmen gibt es in der Sektion Ochroleuci mit einigen relativ trockenen, kaum schmierigen Vertretern.

## Beschreibung
Es handelt sich um mittlere bis recht große Pilze mit von einem schleimigen Velum mehr oder weniger überzogenen Arten.
- Hutfarbe: lila bis blauviolett, gelb, gelbbraun oder rotbraun, selten auch weißlich bis cremefarben.
- Stiel: weiß, ockergelb bis braun oder auch mit blauviolettem Ton, glatt bis stark genattert oder aufgerissen gegürtelt.
- Lamellen: mehr oder weniger ausgebuchtet angewachsen. Junge Pilze mit Lamellen zum Teil mit blauvioletten Tönen, zum Teil grau bis gelbockerlich, später verfärben sie sich durch das reifende Sporenpulver in ein sattes Ocker bis Rostbraun.

## Vorkommen
Die Schleimfüße wachsen auf Erde im Laub- oder Nadelwald, seltener auch in alpinen Höhenlagen oder arktischen Zonen.  Erscheinungszeit ist vor allem der Herbst bis Spätherbst.

## Speisewert
Bei den Schleimfüßen gibt es keine bekannten Giftpilze. Die bitteren Arten sind ungenießbar. Traditionell werden in der Schweiz und in Frankreich etliche Arten als Speisepilze gesammelt. Dennoch ist generell vom Genuss der Schleimfüße abzuraten.

## Systematik
Für die weitere Bestimmung der Schleimfüße sind entscheidende Merkmale die Farbe, der lila bis blauviolette Farbanteil, die Beschaffenheit der Hutoberfläche (glatt, gekerbt, gefurcht oder runzelig), die Beschaffenheit des Stiels (genattert, gegürtelt oder glatt), der Geschmack (bitter oder mild), sowie der Standort (Laub- oder Nadelwald, auf kalkhaltigem oder sauren Boden, lehmiger oder sandiger Untergrund).
Die Unterteilung nach Sektionen (+ Beispielart) erfolgt nach Bon (1988):
| Sporen fast kugelig; Hut und Velum gelblich oder bläulich. | Sektion Delibuti Lilablättriger Schleimfuß (Cortinarius delibutus)             |
| Sporen ellipsoid, mandel- oder zitronenförmig; Hut gelb, braun oder blau, Velum weiß bis bläulich. |                                                                                |
| Geschmack und Fleisch und/oder Huthaut bitter, Sporen mindestens 9 µm lang. | Sektion Ochroleuci (Vibratiles) Trockener Schleimfuß (Cortinarius ochroleucus) |
| Geschmack des Fleisches und der Huthaut mild, Sporen mindestens 10 µm lang, grob warzig ornamentiert. |                                                                                |
| Schnallen in den Hyphen der Huthaut vorhanden; aufgeblasene Zystiden auf der Lamellenschneide fehlen oder sind unauffällig und selten breiter als die Basidien; der Geruch dies Stielfleisches ist unauffällig. | Sektion: Myxacium Natternstieliger Schleimfuß (Cortinarius trivialis)          |
| Schnallen fehlen; Lamellenschneiden mit aufgeblasenen (15–30 µm breiten) Zystiden; Geruch gewöhnlich nach Honig, besonders wenn der Stiel gerieben wird.                                                        | Sektion: Elatiores (Delibuti) Langstieliger Schleimfuß (Cortinarius elatior)   |

## Arten
Die Schleimfüße gehören zu den kleineren Untergattungen der Schleierlinge. Im deutschsprachigen Raum kommen etwa 40 Arten von.
Schleimfüße (Myxacium)
| Artname                                                         | Autor                                                                        | Populärname                                             | Synonym |
| --------------------------------------------------------------- | ---------------------------------------------------------------------------- | ------------------------------------------------------- | --- |
| Cortinarius absarokensis                                        | M.M. Moser & McKnight 1987                                                   | Blassbrauner Schleimfuß                                 | |
| Cortinarius aleuriolens                                         | Chevassut & Rob. Henry 1982                                                  |                                                         | |
| Cortinarius alpinus                                             | Boud. 1895                                                                   | Gebirgs-Schleimfuß                                      | Cortinarius favrei D.M. Hend. |
| Cortinarius arvinaceus                                          | Fr. 1838, ss.Ricken                                                          | Buchen-Schleimfuß                                       | |
| Cortinarius barbatus Neu: Thaxterogaster barbatus               | (Batsch: Fries) Melot 1989 (Batsch 1783: Fries 1821) Niskanen & Liimat. 2022 | Kristall-Schleimfuß, Glasiger Wurzel-Schleimfuß         | Cortinarius cristallinus |
| Cortinarius betulinus                                           | J. Favre 1948                                                                | Schmächtiger Birken-Schleimfuß, Blassblauer Schleimfuss | |
| Cortinarius causticus                                           | Fr. 1838,                                                                    | Bereifter Schleimfuß                                    | |
| Cortinarius collinitus                                          | (Sow. 1796:Fr.) Gray 1821 ss. Lge.,Mos.& al                                  | Blaustiel-Schleimfuß                                    | Peck, C. cylindripes Kauffm. ss. Lge.,Mos. |
| Cortinarius croceocoeruleus Neu: Thaxterogaster croceocoeruleus | (Pers.) Fr. 1861 (Pers. 1798) Niskanen & Liimat. 2022                        | Safranblauer Schleimkopf                                | |
| Cortinarius delibutus                                           | Fr. 1838,                                                                    | Blaublättriger Schleimfuß                               | |
| Cortinarius duramarus                                           | Jul. Schäff. ex Kuhn.-Fink. & Peintner 2003                                  | Hartfleischiger Schleimfuß                              | |
| Cortinarius eburneus Neu: Thaxterogaster eburneus               | (Velen.) Rob. Henry ex Bon 1985 (Velen. 1920) Niskanen & Liimat. 2022        | Weißer Schleimfuß                                       | C.crystallinus ss. Bres. non auct., C. emollitus ss. Lge. non auct., inkl. C. crystallinus f.gracilis Bres.                                                     |
| Cortinarius elatior                                             | Fr. 1838,                                                                    | Langstieliger Schleimfuß                                | C. lividoochraceus (Berk.) Berk. ss. Melot, C. citreisporus Bidaud & Fillon nom.superfl.                                                                        |
| Cortinarius emollitus                                           | Fr. 1838,                                                                    | Bitterer Wasserkopf, Weichstieliger Schleimfuß          | |
| Cortinarius emunctus                                            | Fr. 1838                                                                     | Stahlblauer Schleimfuß, Lilagrauer Birken-Schleimfuß    | C. subemunctus, C. griseoviolaceus, C. griseolilacinus |
| Cortinarius epipoleus                                           | Fr. 1838,                                                                    | Stahlgrauer Kleinspor-Schleimfuß, Grauer Schleimfuß     | |
| Cortinarius epsomiensis                                         | P.D. Orton 1958                                                              | Blasser Dickfuß, Brauner Alpen-Seidenkopf               | C. anomalus |
| Cortinarius fennoscandicus                                      | Bendiksen, K. Bendiksen & Brandrud 1993                                      |                                                         | |
| Cortinarius grallipes                                           | Fr. 1838                                                                     | Birken-Schleimfuß                                       | |
| Cortinarius illibatus                                           | Fr. 1838 ss.str. non Metrod.                                                 | Rosablättriger Schleimfuß                               | |
| Cortinarius iodeoides                                           | Kauffman 1918                                                                |                                                         | C. fulvoluteus Britz |
| Cortinarius lividoochraceus                                     | (Berk. 1836) Berk. 1860 ss.str.                                              | Kleiner Schleimfuß                                      | C. pumilus (Fr.) J.E.Lange, C. mucifluoides var.ochroflavus Hry. ex Bidaud                                                                                      |
| Cortinarius metrodii                                            | R.Hry.                                                                       |                                                         | C. illibatus Hry. sensu Cooke (1891), Metrod, |
| Cortinarius mucifluoides                                        | Rob. Henry ex Bidaud, Moënne-Locc. & Reumaux 2000                            | Falscher Langstieliger Schleimfuß                       | C. mucifluus Fr. ss.Konr.& Maubl., Myxacium mucifluum Fr. ss. Ricken & al., Myxopholis mucifluoides Locquin, Cortinarius konradianus Bidaud & al., nom.superfl. |
| Cortinarius mucifluus                                           | Fr. 1838 ss. Fr. (non al.)                                                   | Kiefern-Schleimfuß, Runzeliger Schleimfuß               | C. pinicola P.D.Orton |
| Cortinarius mucosus                                             | (Bull. 1792) J. Kickx f. 1867                                                | Heide-Schleimfuß                                        | |
| Cortinarius nitidus                                             | (Schaeff. 1774) Fr. 1838                                                     | Glänzender Schleimfuß                                   | |
| Cortinarius ochroleucus Neu: Thaxterogaster ochroleucus         | (Schaeff.) Fr. 1838 (Schaeff. 1774) Niskanen & Liimat. 2022                  | Trockener Schleimfuß                                    | |
| Cortinarius pangloius                                           | M.M. Moser 1969                                                              |                                                         | |
| Cortinarius pluvialis                                           | Kühner 1989                                                                  |                                                         | |
| Cortinarius pluviorum                                           | (Jul. Schäff. 1957) M.M. Moser 1957                                          | Ockerbrauner Schleimfuß                                 | |
| Cortinarius pluvius Neu: Thaxterogaster pluvius                 | (Fr.) Fr. 1838 (Fr. 1821) Niskanen & Liimat. 2022                            | Regen-Schleimfuß, Grünerlen-Schleimfuß, Bronze-Hautkopf | |
| Cortinarius salor                                               | Fr. 1838                                                                     | Blauer Schleimkopf                                      | |
| Cortinarius stillatitius                                        | Fr. 1838, ( ss.Bres. 1930)                                                   | Honig-Schleimfuß                                        | C.integerrimus Kühner, 1989, C. mucifluus (Fries) Wünsche ss.Rick., C. pseudosalor J.Lge.                                                                       |
| Cortinarius subglutinosus                                       | P. Karst. 1879                                                               | Gelbblauer Schleimfuß                                   | |
| Cortinarius transiens                                           | (Melot 1989) Soop 1990                                                       |                                                         | C. salor var. transiens Melot, C. epipoleus Fries ss.auct., C. largodelibutus Hry.                                                                              |
| Cortinarius trivialis                                           | J.E. Lange 1940,                                                             | Natternstieliger Schleimfuß                             | C. collinitus Fr. ss.str. |
| Cortinarius vibratilis Neu: Thaxterogaster vibratilis           | (Fr.) Fr. 1838, (Fr. 1821) Niskanen & Liimat. 2022                           | Bitterster Schleimfuß                                   | |